# ディス・ハウス・イズ・ノット・フォー・セール
『ディス・ハウス・イズ・ノット・フォー・セール』（This House Is Not For Sale）はアメリカのロックバンド、ボン・ジョヴィ14枚目のスタジオ・アルバム。2016年11月4日にユニバーサルミュージックから発売された。

## 解説
前作『バーニング・ブリッジズ』から1年ぶりのスタジオ・アルバム。リッチー・サンボラが事実上バンドから脱退 してから初のスタジオ・アルバムであり、サポート・メンバーとして参加していたヒュー・マクドナルドとフィル・Xが正式にメンバーとして昇格した。プロデューサーには『ハヴ・ア・ナイス・デイ』から前作『ホワット・アバウト・ナウ』までプロデュースを手掛けているジョン・シャンクスを迎え入れ、
2016年5月25日に公式サイトにて「THE ALBUM IS DONE!(訳:アルバムは完成した)」と発表した。
先行シングルは8月12日にはタイトルナンバー「ディス・ハウス・イズ・ノット・フォー・セール」、9月9日には「ノックアウト」、9月23日には「レイバー・オブ・ラヴ」、10月7日には「ボーン・アゲイン・トゥモロウ」がシングルとして発売され、2018年2月23日には「ホエン・ウィー・ワー・アス」と「ウォールズ」を収録したリイシュー盤が配信限定で発売された。

## 反響
本作はBillboard 200で12万9千セットの売上を記録し『ワイルド・イン・ザ・ストリーツ』から11作連続トップ10入り、『ロスト・ハイウェイ』から4作連続、通算6作目の首位を獲得し、 日本のオリコンでも最高6位を記録した。
その後2018年のアルバムツアーのチケットとセットで発売されたことで15ヵ月ぶり2度目のBillboard 200首位を獲得した。トップ200圏外から首位に再登場したのはクリス・ステイプルトンやプリンスのアルバムに続いて史上3枚目である。

## 収録曲

### 通常版
| #         | タイトル                                                                     | 作詞・作曲                                                     | 時間  |
| --------- | ---------------------------------------------------------------------------- | -------------------------------------------------------------- | ----- |
| 1.        | 「ディス・ハウス・イズ・ノット・フォー・セール」(This House Is Not for Sale) | ジョン・ボン・ジョヴィ、ジョン・シャンクス、ビリー・ファルコン | 4:44  |
| 2.        | 「リヴィング・ウィズ・ザ・ゴースト」(Living With the Ghost)                  | ボン・ジョヴィ                                                 | 4:44  |
| 3.        | 「ノックアウト」(Knockout)                                                   | ボン・ジョヴィ、シャンクス                                     | 3:29  |
| 4.        | 「レイバー・オブ・ラヴ」(Labor of Love)                                      | ボン・ジョヴィ、シャンクス、ファルコン                         | 5:03  |
| 5.        | 「ボーン・アゲイン・トゥモロウ」(Born Again Tomorrow)                        | ボン・ジョヴィ、シャンクス、ファルコン                         | 3:33  |
| 6.        | 「ローラー・コースター」(Roller Coaster)                                     | ボン・ジョヴィ、クリス・デステファノ、アシュリー・ゴーリー     | 3:40  |
| 7.        | 「ニュー・イヤーズ・デイ」(New Year's Day)                                   | ボン・ジョヴィ、ファルコン                                     | 4:27  |
| 8.        | 「ザ・デヴィルズ・イン・ザ・テンプル」(The Devil's in the Temple)            | ボン・ジョヴィ、ファルコン                                     | 3:19  |
| 9.        | 「スカーズ・オン・ディス・ギター」(Scars on This Guitar)                     | ボン・ジョヴィ、ブレット・ジェイムズ、ファルコン               | 5:06  |
| 10.       | 「ゴッド・ブレス・ディス・メス」(God Bless This Mess)                        | ボン・ジョヴィ                                                 | 3:23  |
| 11.       | 「リユニオン」(Reunion)                                                      | ボン・ジョヴィ                                                 | 4:14  |
| 12.       | 「カム・オン・アップ・トゥ・アワ・ハウス」(Come On Up to Our House)          | ボン・ジョヴィ、シャンクス                                     | 4:35  |
| 合計時間: | 合計時間:                                                                    | 合計時間:                                                      | 49:08 |

### 北米デラックス版 (North American deluxe version)
| #         | タイトル                                          | 作詞・作曲                             | 時間  |
| --------- | ------------------------------------------------- | -------------------------------------- | ----- |
| 13.       | 「リアル・ラヴ」(Real Love)                       | ボン・ジョヴィ、ファルコン             | 4:34  |
| 14.       | 「オール・ヘイル・ザ・キング」(All Hail the King) | ボン・ジョヴィ、デステファノ、ゴーリー | 4:54  |
| 15.       | 「ウィ・ドント・ラン」(We Don't Run)              | ボン・ジョヴィ、シャンクス             | 3:17  |
| 合計時間: | 合計時間:                                         | 合計時間:                              | 61:52 |

### ドイツ・日本デラックス版 (German,Japanese version and Target)
| #   | タイトル                                                        | 作詞・作曲                                   | 時間 |
| --- | --------------------------------------------------------------- | -------------------------------------------- | ---- |
| 13. | 「リアル・ラヴ」(Real Love)                                     | ボン・ジョヴィ、ファルコン                   | 4:34 |
| 14. | 「オール・ヘイル・ザ・キング」(All Hail the King)               | ボン・ジョヴィ、デステファノ、ゴーリー       | 4:54 |
| 15. | 「ウィ・ドント・ラン」(We Don't Run)                            | ボン・ジョヴィ、シャンクス                   | 3:16 |
| 16. | 「アイ・ウィル・ドライヴ・ユー・ホーム」(I Will Drive You Home) | ボン・ジョヴィ、ファルコン、ルーク・レアード | 4:42 |
| 17. | 「グッドナイト・ニューヨーク」(Goodnight New York)              | ボン・ジョヴィ、シャンクス、ファルコン       | 3:53 |
| 18. | 「タッチ・オブ・グレイ」(Touch of Grey)                         | ボン・ジョヴィ、ファルコン、ジェイムズ       | 4:06 |

### インターナショナル・デラックス版(International deluxe version (bonus tracks))
| #         | タイトル                                                        | 作詞・作曲                                   | 時間  |
| --------- | --------------------------------------------------------------- | -------------------------------------------- | ----- |
| 13.       | 「リアル・ラヴ」(Real Love)                                     | ボン・ジョヴィ、ファルコン                   | 4:34  |
| 14.       | 「オール・ヘイル・ザ・キング」(All Hail the King)               | ボン・ジョヴィ、デステファノ、ゴーリー       | 4:54  |
| 15.       | 「ウィ・ドント・ラン」(We Don't Run)                            | ボン・ジョヴィ、シャンクス                   | 3:17  |
| 16.       | 「アイ・ウィル・ドライヴ・ユー・ホーム」(I Will Drive You Home) | ボン・ジョヴィ、ファルコン、ルーク・レアード | 4:42  |
| 17.       | 「グッドナイト・ニューヨーク」(Goodnight New York)              | ボン・ジョヴィ、シャンクス、ファルコン       | 3:53  |
| 合計時間: | 合計時間:                                                       | 合計時間:                                    | 70:28 |

### ウォルマート版(Walmart (exclusive bonus tracks))
| #         | タイトル                                          | 作詞・作曲                             | 時間  |
| --------- | ------------------------------------------------- | -------------------------------------- | ----- |
| 13.       | 「リアル・ラヴ」(Real Love)                       | ボン・ジョヴィ、ファルコン             | 4:34  |
| 14.       | 「オール・ヘイル・ザ・キング」(All Hail the King) | ボン・ジョヴィ、デステファノ、ゴーリー | 4:54  |
| 15.       | 「ウィ・ドント・ラン」(We Don't Run)              | ボン・ジョヴィ、シャンクス             | 3:17  |
| 16.       | 「カラー・ミー・イン」(Color Me In)               | ボン・ジョヴィ、ファルコン             | 4:02  |
| 合計時間: | 合計時間:                                         | 合計時間:                              | 65:54 |

### リイシュー版[8](2018 reissue (bonus tracks))
| #         | タイトル                                        | 作詞・作曲                 | 時間  |
| --------- | ----------------------------------------------- | -------------------------- | ----- |
| 1.        | 「ホエン・ウィー・ワー・アス」(When We Were Us) | ボン・ジョヴィ、シャンクス | 3:34  |
| 2.        | 「ウォールズ」(Walls)                           | ボン・ジョヴィ、シャンクス | 3:37  |
| 合計時間: | 合計時間:                                       | 合計時間:                  | 56:00 |

## 制作
- ジョン・ボン・ジョヴィ - リード・ボーカル
- デヴィッド・ブライアン - ピアノ、キーボード、バッキング・ボーカル
- ティコ・トーレス - ドラム、パーカッション
- ヒュー・マクドナルド - ベース、バッキング・ボーカル
- フィル・X - リード・ギター、スティールギター、　バッキング・ボーカル
- ジョン・シャンクス - リズムギター、バッキング・ボーカル

## ツアー
今作もアルバムツアーが名称を『ディス・ハウス・イズ・ノット・フォー・セール・ツアー』(This House Is Not For Sale Tour)として行われた。主にツアーはアメリカやカナダの北米、ブラジル、チリ、アルゼンチンの南米、オーストラリアで行われ、2019年にはヨーロッパツアーも予定されている。2018年には5年ぶりとなる日本公演が11月26日に東京ドーム、11月27日には京セラドーム大阪にて行われ、東京ドームで行われた45回目のスタジアム公演で洋楽アーティストにおける記録を更新した。

## ライヴ・フロム・ザ・ロンドン・パラディウム
本作の発売前にニュージャージー、ロンドン、トロント、ニューヨークの4都市でアルバム全曲を披露するという趣旨のツアーで、その内の10月10日に行われたロンドン公演の模様が2017年に「ディス・ハウス・イズ・ノット・フォー・セール (ライヴ・フロム・ザ・ロンドン・パラディウム)」として発表されている。